# خميس بن راشد العدوي
خميس بن راشد العدوي هو كاتب عماني وباحث فكري، يشغل مناصب أكاديمية وثقافية مرموقة، وله حضور إعلامي وثقافي في الساحة الخليجية والعُمانية.

## النشأة والمسيرة الأكاديمية
حاصل على شهادة في أصول الدين من جامعة السلطان قابوس، وقد تولى رئاسة مركز الدراسات الحضارية التابع لوزارة الثقافة والرياضة والشباب في سلطنة عُمان، إلى جانب رئاسة المنتدى الأدبي العُمانيّ.

## العمل الفكري والثقافي
يكتب بانتظام أعمدة ومقالات في عدد من الصحف والمجلات الخليجية والعُمانية. من أبرز محطاته نشره في صحيفة (عمان) التي تضم بين أعمدته مقالات مثل: "الدين والسياسة علاقة أزلية" و"في جذور العلاقة بين الدين والسياسة".

### مؤلفاته وأبحاثه
من أبرز أعماله
- الإيمان بين الغيب والخرافة
- رواية الفرقة الناجية: المنطق والتحليل
- السنة – الوحي – الحكمة
- سنة الله في غير المسلمين
- الوحدة الإسلامية
- التصوف في عمان[2]
- لسرب اليمام أكثر من أغنية : قراءة في ديوان الحضرمي- في السهل يشدو اليمام[3]
- الامام جابر بن زيد : رؤية مستقبلية [4]

كما صدرت ترجمات لبعض أعماله، مثل كتاب السياسة بالدين: في سبيل فهم منطق الأحداث الذي تُرجم إلى الفارسية وطُبع في طهران عام 2022 تحت عنوان دين ودولت در عمان.

## التغطية الإعلامية والمساهمات
شارك في حوارات تثقيفية وفكرية حملت مقاربات جديدة حول مواضيع مثل "مفهوم الإيمان" والتجارب الروحية في المجتمعات المعاصرة، عبر مقالات وحوارات في مواقع علمية مثل «مؤمنون بلا حدود».